# الأسابيع الثلاثة

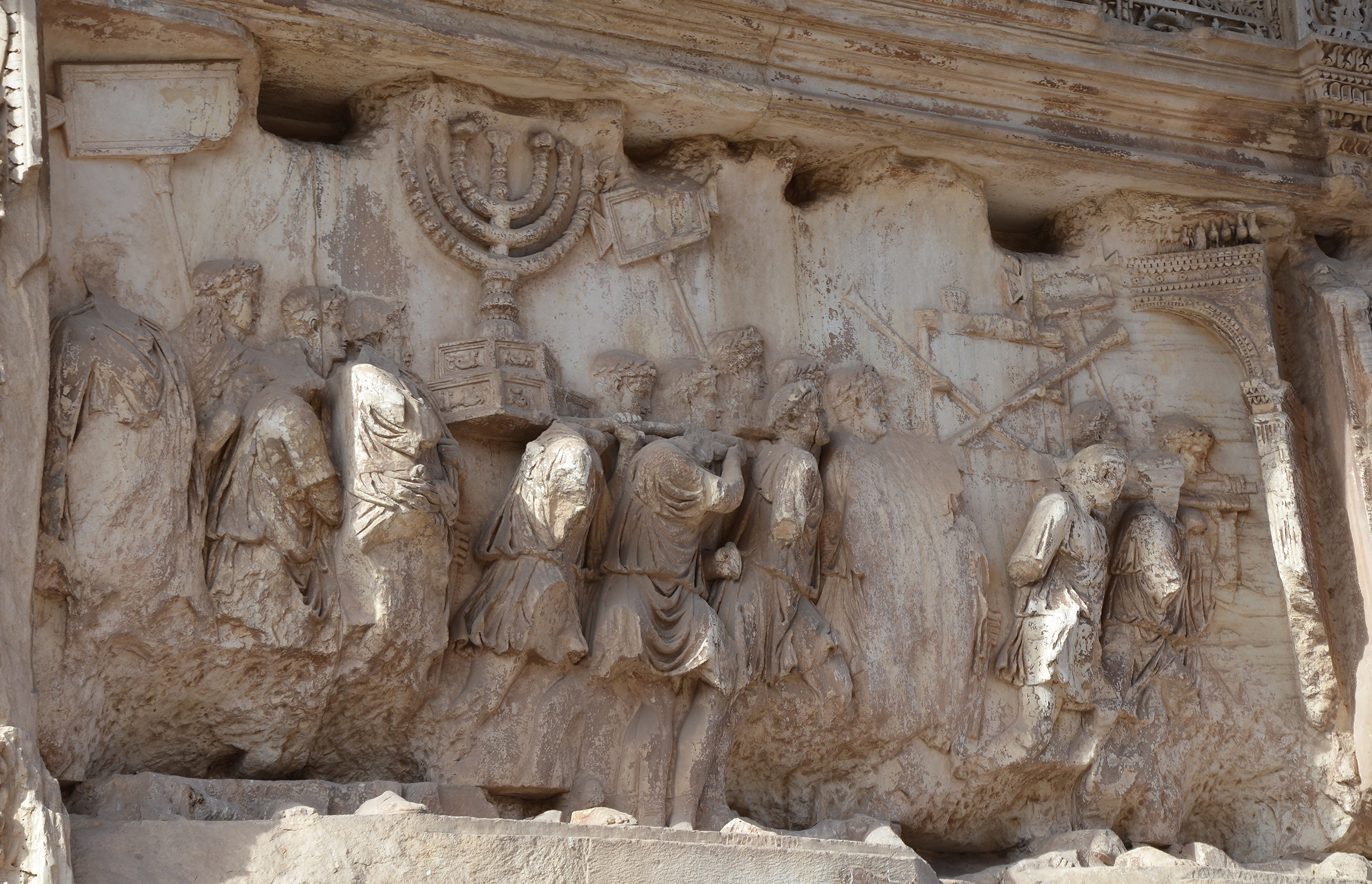
قوس تيتوس: احتفال نصر الرومان، يظهر في التضريس نقل الغنائم من الهيكل إلى روما.

الأسابيع الثلاثة أو بين المضيقين (بالعبرية "שלושת השבועות" أو "בין המצרים") هي فترة حداد في التقويم العبري التي تذكّر تدمير الهيكلين اليهوديين الأول والثاني. تبدأ الأسابيع الثلاثة في يوم صيام - السابع عشر من شهر تموز، وتختتم كذلك في يوم صيام - التاسع من شهر آب، الذي يحدث بعد ثلاثة أسابيع بالضبط. يخلِّد كلا الصومين أحداثًا مرتبطة بتدمير الهيكلين اليهوديّين وترحيل اليهود في وقت لاحق من أرض إسرائيل. وقع حصار القدس من قبل نبوخادنصر الثاني في عام 586/7 قبل الميلاد، والحصار الثاني من القدس من قبل الرومان في عام 70 م.

## درجات الحداد
تنقسم مستويات الحداد خلال الأسابيع الثلاثة إلى أربعة درجات، تزداد شدتها: 
1. من السابع عشر من تموز إلى آخر شهر تموز.
2. من بداية شهر تموز حتى الأسبوع الذي يصادف فيه صوم التاسع من آب.
3. الأسبوع الذي يصادف فيه صوم التاسع من آب حتى الثامن من آب.
4. التاسع من آب نفسه.